# Ґеорґ Блумауер
Ґеорґ Блумауер (нім. Georg Blumauer; нар. 16 липня 1974) — колишній австрійський тенісист.
Найвищу одиночну позицію світового рейтингу — 419 місце досяг 1 квітня 1996, парну — 147 місце — 26 травня 1997 року.

## Титули на челленджерах

### Парний розряд: (1)
| Ранг | Рік  | Турнір                | Покриття | Партнер        | Суперники                        | Рахунок             |
| ---- | ---- | --------------------- | -------- | -------------- | -------------------------------- | ------------------- |
| 1.   | 1999 | Nettingsdorf, Австрія | Ґрунт    | Александер Пея | Марсело Чарпентьєр Хосе Фронтера | 6–7(4), 6–3, 7–6(3) |